# Glenn Davis (Footballspieler)
Glenn Davis (Glenn Woodward Davis, genannt „Mr. Outside“; * 26. Dezember 1924 in Claremont, Kalifornien; † 9. März 2005 in La Quinta, Kalifornien) war ein US-amerikanischer Footballspieler.
Er gewann 1946 die Heisman Trophy und führte die Mannschaft der US Army, deren Rückgrat er als „Mr. Outside“ zusammen mit Doc Blanchard („Mr. Inside“) bildete, zu drei Meisterschaften. Im NFL Draft 1947 wurde der Halfback von den Los Angeles Rams an zweiter Stelle in der ersten Runde verpflichtet. Erst nach Ableistung seiner Militärzeit konnte er 1951 seine Profikarriere beginnen. 1952 war sie aufgrund einer Knieverletzung aber schon wieder beendet. In seiner kurzen Laufbahn gelangen ihm 11 Touchdowns. Er starb im Alter von 80 Jahren an Krebs.
Davis war dreimal verheiratet, unter anderem von 1951 bis 1952 mit der Schauspielerin Terry Moore.